# Physalis campanula
Physalis campanula är en potatisväxtart som beskrevs av Standley och Steyerm. Physalis campanula ingår i släktet lyktörter, och familjen potatisväxter. Inga underarter finns listade i Catalogue of Life.